# Saison 3 d'Under the Dome
Chronologie
Saison 2
Cet article présente les treize épisodes de la troisième et dernière saison de la série télévisée américaine Under the Dome.

## Distribution

### Acteurs principaux
- Mike Vogel (VF : Anatole de Bodinat) : Dale « Barbie » Barbara
- Rachelle Lefèvre (VF : Adeline Moreau) : Julia Shumway
- Dean Norris (VF : Jean-François Aupied) : James « Big Jim » Rennie
- Eddie Cahill (VF : François Delaive) : Sam Verdreaux
- Alexander Koch (VF : Alexandre Nguyen) : James « Junior » Rennie Jr.
- Colin Ford (VF : David Dos Santos) : Joe McAlister
- Mackenzie Lintz (VF : Alice Taurand) : Elinore « Norrie » Calvert-Hill
- Kylie Bunbury (VF : Jessica Monceau) : Eva Sinclair / Dawn Barbara[1]

### Acteurs récurrents et invités
- John Elvis Lara (VF : Anatole Thibault) : Ben Drake (épisodes 1 à 3)
- Grace Victoria Cox (VF : Joséphine Ropion) : Melanie Cross (épisodes 1 à 3)
- Aisha Hinds (VF : Laura Zichy) : Carolyn Hill (épisodes 1, 6 et 8)
- Brett Cullen (VF : Guy Chapellier) : Don Barbara (épisode 2)
- Max Ehrich (VF : Paolo Domingo) : Hunter May
- Marg Helgenberger (VF : Emmanuèle Bondeville) : Christine Price[2]
- Eriq La Salle : Hektor Martin[3]
- Frank Whaley : Dr Marston[4] (épisodes 4 à 6)
- Gia Mantegna : Lily Walters (épisodes 8 à 13)
- Vince Foster : Kyle (épisodes 9 à 13)
- Megan Ketch (en) : Harriet Arnold (épisodes 9 et 10)

## Liste des épisodes

### Épisode 1:Une nouvelle réalité
- États-Unis /  Canada : 25 juin 2015 sur CBS[5] / Global
- France : 21 septembre 2015 sur M6
- Québec : 5 janvier 2016 sur TVA

- États-Unis : 6,25 millions de téléspectateurs[6] (première diffusion)
- Canada : 1,55 million de téléspectateurs[7] (première diffusion + différé 7 jours)
- France : 2,339 millions de téléspectateurs[8] (première diffusion)
- Québec : 832 000 téléspectateurs[9] (première diffusion + différé 7 jours)

- Marg Helgenberger (Christine Price)
- Aisha Hinds (Carolyn Hill)
- Grace Victoria Cox (Melanie Cross)
- Max Ehrich (Hunter)
- John Elvis Lara (Ben)
- Brian Stapf (Mercenaire #1)
- Nick McNeil (Mercenaire #2)
- Ryan Shams (Dernier insurgé)
- Andrew Kochman (Junior jeune)
- Megan Glover (Sœur Zeta)
- Shelton Grant (Garde)

### Épisode 2:Cocons
- États-Unis /  Canada : 25 juin 2015 sur CBS[5] / Global
- France : 21 septembre 2015 sur M6
- Québec : 12 janvier 2016 sur TVA

- États-Unis : 6,25 millions de téléspectateurs[6] (première diffusion)
- Canada : 1,55 million de téléspectateurs[7] (première diffusion + différé 7 jours)
- France : 2,088 millions de téléspectateurs[8] (première diffusion)
- Québec : 790 000 téléspectateurs[10] (première diffusion + différé 7 jours)

- Marg Helgenberger (Christine Price)
- Eriq La Salle (Hektor Martin)
- Grace Victoria Cox (Melanie Cross)
- Max Ehrich (Hunter)
- John Elvis Lara (Ben)
- Brett Cullen (Don Barbara)
- Hailey Wist (Amy)
- Josue Gutierrez (Gangster)
- Edward Gelhaus (Skinhead)
- Mike Whaley (Malick)
- Ryan Shams (Le gestionnaire)
- Shelton Grant (Garde)

### Épisode 3:L'Éclosion
- États-Unis /  Canada : 2 juillet 2015 sur CBS / Global
- France : 21 septembre 2015 sur M6
- Québec : 19 janvier 2016 sur TVA

- États-Unis : 5,28 millions de téléspectateurs[11] (première diffusion)
- Canada : 1,383 million de téléspectateurs[12] (première diffusion + différé 7 jours)
- France : 1,567 million de téléspectateurs[8] (première diffusion)
- Québec : 729 000 téléspectateurs[13] (première diffusion + différé 7 jours)

- Marg Helgenberger (Christine Price)
- Grace Victoria Cox (Melanie Cross)
- Max Ehrich (Hunter)
- John Elvis Lara (Ben)
- Bess Rous (Abby DeWitt)
- Shane Callahan (Roger Lopez)

### Épisode 4:Une communauté bien tranquille
- États-Unis /  Canada : 9 juillet 2015 sur CBS / Global
- France : 28 septembre 2015 sur M6
- Québec : 26 janvier 2016 sur TVA

- États-Unis : 5,12 millions de téléspectateurs[14] (première diffusion)
- Canada : 1,45 million de téléspectateurs[15] (première diffusion + différé 7 jours)
- France : 1,906 million de téléspectateurs[16](première diffusion)

- Marg Helgenberger (Christine Price)
- Max Ehrich (Hunter)
- Frank Whaley (Dr Marston)
- Andrew J. West (Pete Blackwell)
- Bess Rous (Abby DeWitt)
- Mike Whaley (Malick)
- Chanté Bowser (Femme)
- Matthew Warzel (Le meunier siffleur)

### Épisode 5:Alaska
- États-Unis /  Canada : 16 juillet 2015 sur CBS / Global
- France : 28 septembre 2015 sur M6
- Québec : 2 février 2016 sur TVA

- États-Unis : 4,75 millions de téléspectateurs[17] (première diffusion)
- Canada : 1,273 million de téléspectateurs[18] (première diffusion + différé 7 jours)
- France : 1,638 million de téléspectateurs[16] (première diffusion)

- Marg Helgenberger (Christine Price)
- Max Ehrich (Hunter)
- Frank Whaley (Dr Marston)
- Andrew J. West (Pete Blackwell)
- Bess Rous (Abbey DeWitt)

### Épisode 6:Les Prisonniers
- États-Unis /  Canada : 23 juillet 2015 sur CBS / Global
- France : 28 septembre 2015 sur M6
- Québec : 9 février 2016 sur TVA

- États-Unis : 4,63 millions de téléspectateurs[19] (première diffusion)
- Canada : 1,308 million de téléspectateurs[20] (première diffusion + différé 7 jours)
- France : 1,356 million de téléspectateurs[16] (première diffusion)

- Marg Helgenberger (Christine Price)
- Aisha Hinds (Carolyn)
- Max Ehrich (Hunter)
- Frank Whaley (Dr Marston)
- Tia Hendricks (Audrey Everett)
- Shane Callahan (Roger Lopez)
- Scott Parks (Garde #3)

### Épisode 7:La Sixième Extinction
- États-Unis /  Canada : 30 juillet 2015 sur CBS / Global
- France : 5 octobre 2015 sur M6
- Québec : 16 février 2016 sur TVA

- États-Unis : 4,68 millions de téléspectateurs[21] (première diffusion)
- Canada : 1,219 million de téléspectateurs[22] (première diffusion + différé 7 jours)
- France : 1,98 million de téléspectateurs[23] (première diffusion)
- Québec : 778 000 téléspectateurs[24] (première diffusion + différé 7 jours)

- Max Ehrich (Hunter)
- Tia Hendricks (Audrey Everett)

### Épisode 8:Résistance
- États-Unis /  Canada : 6 août 2015 sur CBS / Global
- France : 5 octobre 2015 sur M6
- Québec : 23 février 2016 sur TVA

- États-Unis : 3,88 millions de téléspectateurs[25] (première diffusion)
- Canada : 1,316 million de téléspectateurs[26] (première diffusion + différé 7 jours)
- France : 1,8 million de téléspectateurs[23] (première diffusion)
- Québec : 846 000 téléspectateurs[27] (première diffusion + différé 7 jours)

- Marg Helgenberger (Christine)
- Aisha Hinds (Carolyn)
- Max Ehrich (Hunter)
- Gia Mantegna (Lily Walters)

Julia, Big Jim, Norrie, Joe et Hunter s'allient pour ainsi former une résistance contre Christine, qui mobilise les habitants afin de procéder à une fouille massive des tunnels sous la ville. Entre-temps, Hunter utilise son équipement pour contacter le monde extérieur, après être redevenu « normal ».

### Épisode 9:Les Ensorcelés
- États-Unis /  Canada : 13 août 2015 sur CBS / Global
- France : 5 octobre 2015 sur M6
- Québec : 1er mars 2016 sur TVA

- États-Unis : 3,73 millions de téléspectateurs[28] (première diffusion)
- Canada : 1,222 million de téléspectateurs[29] (première diffusion + différé 7 jours)
- France : 1,543 million de téléspectateurs[23] (première diffusion)

- Marg Helgenberger (Christine)
- Max Ehrich (Hunter)
- Megan Ketch (Harriet)
- Vince Foster (Kyle)

Julia, Norrie, Joe et Big Jim quittent la cachette d'Aktaion afin d'échapper à la communauté, dirigée par Christine. Barbie, abusé, suit les ordres et essaye de capturer Julia. Eva est enceinte, cependant, la grossesse sera bien plus rapide qu'un cycle normal ; elle est placée entre les mains de sages-femmes. Joe et Norrie se penchent sur le problème du schéma trouvé dans le bureau de Christine ;
Big Jim leur propose d'aller à la bibliothèque pour avoir plus d'informations.
Julia et Big Jim vont torturer Barbie afin de le libérer de l'emprise de Christine, mais rien ne réussit à le ramener à la raison. Christine, qui est liée au Dôme, souffre de plus en plus du manque d'énergie lié à la disparition des améthystes ensevelies, et le dôme commence à se calcifier.
Joe et Norrie rencontrent Sam sur leur chemin, qui fait semblant de ne pas appartenir à la communauté, mais il finit par assommer Joe et l'amène à Christine.

### Épisode 10:Le Secret d'Aktaion
- États-Unis /  Canada : 20 août 2015 sur CBS / Global
- France : 12 octobre 2015 sur M6
- Québec : 8 mars 2016 sur TVA

- États-Unis : 4,04 millions de téléspectateurs[30] (première diffusion)
- Canada : 1,232 million de téléspectateurs[31] (première diffusion + différé 7 jours)
- France : 2,03 millions de téléspectateurs[32] (première diffusion)

- Eriq La Salle (Hektor Martin)
- Max Ehrich (Hunter)
- Gia Mantegna (Lily Walters)
- Paul McCrane (Patrick Walters)
- Allie McCulloch (Dava Bloom)
- Vince Foster (Kyle)
- Roger Floyd (Beau Griffith)
- Megan Ketch (Harriet)
- Hannah Jelinovic (Charlotte)
- Shane Callahan (Roger Lopez)

### Épisode 11:L'Avènement de la reine
- États-Unis /  Canada : 27 août 2015 sur CBS / Global
- France : 12 octobre 2015 sur M6
- Québec : 15 mars 2016 sur TVA

- États-Unis : 4,6 millions de téléspectateurs[33] (première diffusion)
- Canada : 1,238 million de téléspectateurs[34] (première diffusion + différé 7 jours)
- France : 1,79 million de téléspectateurs[32] (première diffusion)

- Marg Helgenberger (Christine Price)
- Eriq La Salle (Hektor Martin)
- Max Ehrich (Hunter)
- Gia Mantegna (Lily Walters)
- Allie McCulloch (Dava Bloom)
- Vince Foster (Kyle)
- Roger Floyd (Beau Griffith)

### Épisode 12:Question de survie
- États-Unis /  Canada : 3 septembre 2015 sur CBS / Global
- France : 12 octobre 2015 sur M6
- Québec : 22 mars 2016 sur TVA

- États-Unis : 3,7 millions de téléspectateurs[35] (première diffusion)
- Canada : 1,162 million de téléspectateurs[36] (première diffusion + différé 7 jours)
- France : 1,58 million de téléspectateurs[32] (première diffusion)
- Québec : 771 000 téléspectateurs[37] (première diffusion + différé 7 jours)

- Marg Helgenberger (Christine Price)
- Eriq La Salle (Hektor Martin)
- Max Ehrich (Hunter)
- Gia Mantegna (Lily Walters)
- Allie McCulloch (Dava Bloom)
- Dan Chandler (Ronald)
- Anthony Reynolds (Le meunier de garde)

### Épisode 13:Le Crépuscule du dôme
- États-Unis /  Canada : 10 septembre 2015 sur CBS / Global
- France : 12 octobre 2015 sur M6
- Québec : 29 mars 2016 sur TVA

- États-Unis : 4,23 millions de téléspectateurs[38] (première diffusion)
- Canada : 1,357 million de téléspectateurs[39] (première diffusion + différé 7 jours)
- France : 1,31 million de téléspectateurs[32] (première diffusion)
- Québec : 742 000 téléspectateurs[40] (première diffusion + différé 7 jours)

- Max Ehrich (Hunter)
- Gia Mantegna (Lily Walters)
- Shane Callahan (Roger Lopez)
- Dann Florek (Colonel Walker)
- Vince Foster (Kyle)
- Macsen Lintz (Jason)
- Lee Spencer (Major Pracht)
- Jerri Tubbs (La femme du motard)

Sam informe Dawn qu'il y a des tunnels à l'usine de ciment qui mènent hors de la ville. Ils pourront ainsi éviter les militaires qui attendent à l'extérieur du dôme. Jaloux de sa position dans la parenté, Junior cherche à récupérer son poste en tuant Sam. Les cristaux sont mis en place et l'émetteur est prêt. Dawn active les cristaux, mais l'œuf qui est requis n'est pas disponible. Dawn dit à Norrie qu'elle peut agir comme l'œuf puisqu'elle est une Main. Joe prend la place de Norrie et le Dôme redescend. Junior attaque Big Jim qui se retrouve forcé de le tuer. Barbie attend Dawn dans les tunnels. Il parvient à la faire tomber dans une crevasse. 
À l'extérieur, tout le monde est tenu de signer une déclaration déclarant qu'Hektor et Aktaion sont responsables de l'apparition du dôme. Personne n'a le droit de parler d'extraterrestres. Big Jim offre de vendre toute l'histoire en contrepartie d'une grosse compensation.